# Paasoctaaf
Het Paasoctaaf zijn de eerste 8 dagen (octaaf) van de paastijd. Deze lopen van paaszondag tot de zondag na Pasen (Beloken Pasen). Deze 8 dagen worden allemaal gevierd als hoogfeesten van de Heer. Elke dag wordt dan ook het Gloria en het Credo gezongen en wordt als men de Romeinse Canon eucharistisch gebed Eucharistisch gebed I, Eucharistisch gebed IIB en Eucharistisch gebed IIIC gebruikt, inlassingen voorzien voor het paasfeest.  
Ook de andere hoogfeesten zoals Kerstmis, Driekoningen, Ons Heer Hemelvaart, Pinksteren hebben bijzondere inlassingen voorzien. 